# Lettie G. Howard (goleta)
Lettie G. Howard es una goleta que se encuentra en Nueva York, Nueva York.  Lettie G. Howard se encuentra inscrito como un Hito Histórico Nacional en el Registro Nacional de Lugares Históricos desde el 7 de septiembre de 1984.  

## Ubicación
Lettie G. Howard se encuentra exhibido como buque museo dentro del condado de Nueva York en las coordenadas 40°42′17″N 74°00′15″O / 40.704722, -74.004167.